# Estádio José Américo de Almeida Filho
Estádio José Américo de Almeida Filho – stadion wielofunkcyjny w João Pessoa, Paraíba, Brazylia, na którym swoje mecze rozgrywa klub Botafogo Futebol Clube (Paraíba).
Pierwszy gol: Tiquinho (Botafogo-RJ)